# Парцелярне господарство
Парцелярне господарство (фр. parcelle — частка, невеликий наділ) — це тип сільськогосподарського виробництва, заснований на невеликих земельних ділянках, які перебувають у приватній власності селян або фермерів. Цей вид господарювання характерний для аграрних регіонів із подрібненим землекористуванням, де кожна сім'я чи домогосподарство обробляє невеликі площі землі, забезпечуючи себе основними продуктами харчування або займаючись дрібним комерційним виробництвом.

## Історія виникнення

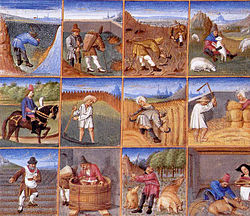

Дане господарство виникло в процесі розпаду первісногромадського устрою, появи приватної власності, під час переходу від парної до моногамної сім'ї. Селяни використовували відсталі методи господарювання і застарілі знаряддя праці. Причиною виникнення є й те, що в І-ІІ ст. здійснилося роздроблення рабовласницьких латифундій на парцели, що здавалися в оренду рабам (колонам), вільновідпущеникам тощо.

## Характеристика господарства

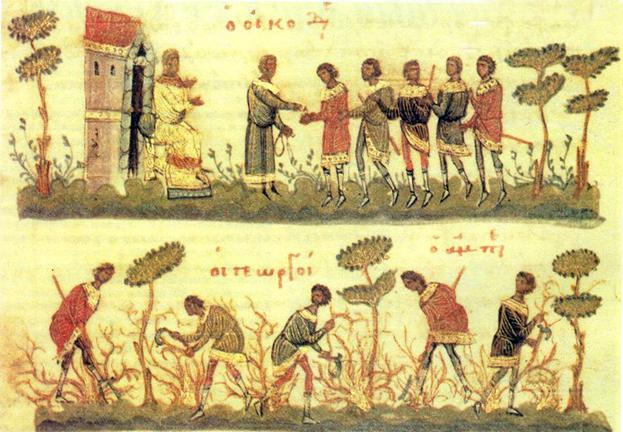

Парцелярне господарство мало натуральний характер і в докапіталістичних формаціях було основною формою ведення сільського господарства (крім первіснообщинного ладу). А з боку держави, церкви, земельних аристократів і феодалів було основним об'єктом експлуатації. З розпадом феодального способу виробництва парцелярне господарство перетворилося на вільні земельні володіння, які за умов капіталізму згодом потрапляли в залежність від великих ферм і монополій.
Класичною формою парцелярного господарства є приватна вільна власність працівника (за Марксом). Найбільше піднесення класична форма дістала у докапіталістичну епоху в полісах. Її існування було обмежено полісною організацією. Роздрібненість і ізольованість парцелярного господарства обумовлюють їхню приналежність панівному класу в особі рабовласника або феодала. Парцелярне господарство — джерело додаткового продукту і основний об'єкт експлуатації. За часів феодалізму селяни не володіли земельними наділами (у власності селянина перебували: рухоме майно, худоба й інвентар). Селянські родини, які мали в своєму розпорядженні парцелу, у давні та середні віки обмежувалися і з боку сільських громад.
Утвердивши капіталістичний спосіб виробництва, парцелярне селянство було перетворене у вільних землевласників. Але з розвитком капіталістичних відносин в домашньому (сільському) господарстві розпочинається процес розкладання парцелярної власності. За потреби розвитку продуктивних сил і зумовлює форму виробництв на деякому рівні відокремлення окремих видів трудової діяльності, парцелярне господарство розгорнуло ініціативу дрібного виробника, забезпечуючи у такий спосіб умови появи в майбутньому великого виробництва. В процесі росту продуктивних сил, способи виробництва, що передбачали дроблення землі, самі створювали матеріальні засоби для свого перетворення, знищення.
В процесі розвитку товарно-грошових відносин, спочатку посилювалася майнова, а згодом соціальна диференціація суспільства. В умовах капіталістичної конкуренції, значного розповсюдження іпотечного кредиту, домінування монопольних цін, парцелярне господарство було приречено на здрібніння або й знищення. Почалося дроблення селянських ділянок землі, витіснення та розорення дрібних власників. Це, в свою чергу, спричинило значне безробіття серед населення, зайнятого у сфері сільськогосподарського виробництва. Історія розвинутих капіталістичних країн свідчить про прискорення процесу розшарування середньої верстви селянства і зменшення кількості дрібних ферм. Однак, це відбувалося на фоні збереження основних рис парцелярного господарства: родинно-трудової кооперації та тісних зв'язків з природними продуктивними силами. Оволодівши сферою землеробства, капітал призводить до того, що селяни втрачають свої господарства, перетворюючись на найманих робітників або фермерів. Сьогодні в розвинених капіталістичних країнах існує багато дрібних фермерів, які вже не є парцелярними селянами, їхні господарства складають елемент сучасної капіталістичної системи світового господарства.

## Парцелярне господарство в Україні
У першій половині XIX ст. переважна більшість селян у Східній Україні мала наділи від 0,5 до 8,2 десятини на одну ревізьку душу. Тоді як у Західній Україні мінімальний наділ становив 3,9 десятини, при цьому для нормального існування необхідно було принаймні 5 десятин на одну ревізьку душу. Після 1917 розвиток парцелярного господарства посилився. Так, у 1927 в колишньому СРСР нараховувалося близько 25 млн. господарств, проте запровадження сталінських методів колективізації призвело до ліквідації селянських господарств. Найбільш працездатна і мотивована (через те й заможніша) частина селян потрапила до розряду куркулів («експлуататорів») і була репресована. На початку 1990 р. в Україні почалось відроджуватися парцелярне господарство. Станом на 1 січня 1990 року в країні не було жодного фермерського господарства, а вже наприкінці 1997 їх стало 35,9 тисяч, а питома вага їхніх сільськогосподарських угідь зросла з 0,1 % на початку 1992 до 2 %.

## Парцелярне господарство в Росії
В Росії виникнення парцелярного господарства можна віднести до 10 століття. Селянська реформа що була запроваджена у 1861 році, полягала у поступовій ліквідації в країні кріпосницьких відносин. В кінці 19 — початку 20 ст. 2 \ 3 селянських господарств були повністю бідними. Після того як революція зазнала поразки у 1905—1907 рр. царизм намагався змінити аграрні стосунки для вигоди поміщиків. Розквіт капіталізму продовжувався на тлі обкрадання сіл, здрібніння селянських господарств. Села звільнялися від поміщицького землеволодіння в результаті Жовтневого перевороту. Перерозподіл землі, передача майна і худоби селянам привели до такого процесу, як «осереднячиванія» села. Підтримка нижчих і середніх верств села створили сприятливі умови для піднесення дрібнотоварного парцелярного господарства. Однак дроблення селянського двору продовжувалося і в цих умовах. З переходом від аграрного до промислових способів суспільного виробництва країни, в хід будівництва соціалізму з'явилася потреба у корінній реорганізації виробництв сільських господарств і заміни дрібного парцелярного великими колективним господарством. В ході колективізації парцелярне господарство у Росії зникло.

## Парцелярний характер землеволодіння у Франції
Наприкінці XVIII ст. Франція залишалась аграрною країною: 75% її національного доходу давало сільське господарство. Від 20 до 80% землі перебувало у спадковому користуванні селян у вигляді малих парцел, розміри яких не перевищували 1 га і які належали поміщикам або монастирям. Великого поміщицького господарства не було. Селяни обробляли свої ділянки і вимушено виконували панщинні повинності на користь феодалів і церкви.
Техніка обробітку землі у 70-80-ті роки XVIII ст. дещо поліпшилася, зросла продуктивність тваринництва. Сільське господарство ставало все більш товарним. Зростаючі потреби підштовхували сеньйорів здавати в оренду або продавати свої володіння. Завдяки цьому частина заможних селян ставали орендарями, займались лихварством і визиском сільської бідноти.
Багато підприємців скуповували частинами, а інколи і цілком маєтки сеньйорів, з правом на побори із селян. Перед революцією 1789—1794 pp. у руках буржуазії концентрувалось майже стільки земельної власності, скільки її було у дворянства і духівництва. Сеньйори і землевласники з буржуазії намагалися замінити селян фермерами, які орендували землю на невеликі терміни, і підвищували орендну плату.
В окремих районах Франції великі землевласники огороджували широкі угіддя і перетворювали їх на пасовища. Становище основної маси селян продовжувало погіршуватися. Більшість селян шукали додаткових засобів існування, удаючись до кустарних промислів і праці за наймом. Не в змозі прогодуватися своєю працею, частина селян перетворювались у жебраків. За підрахунками в 70 -ті роки ХІХст. сільськогосподарська продукція у 2, 5 рази перевищувала вартість промислової.
Таким чином, даний тип французького землеволодіння сприяв і надалі збереженню аграрно-індустріальної структури економіки.
Особливості еволюції парцелярного господарства у країнах, що розвиваються.
Еволюція парцелярного господарства захопила країни, що розвиваються, і мають низку особливостей. Основну масу населення складає селянство. Збільшувалось число дрібних землеволодінь, тому що аграрні реформи на той час дуже обмежували крупне землеволодіння і число орендарів. В окремих країнах, що розвиваються, невеликий прошарок парцелярного селянства збільшився шляхом опанування пустих земель. Явним результатом реформ з'явилося зміцнення парцелярного господарства, і саме в це час ряд державних указів. система монопольних цін ставить дане господарство, у залежності від державних секторів і підприємців. В країнах з соціалістичною орієнтацією, уряд намагається припинити процес зубожіння об'єднуючи парцелярні селянства.